# Ariel Borysiuk
Ariel Borysiuk (* 29. Juli 1991 in Biała Podlaska) ist ein polnischer Fußballspieler.

## Verein
Borysiuk erlernte das Fußballspielen bei TOP 54 Biała Podlaska. 2007 wurde er von Legia Warschau verpflichtet. Zunächst wurde er jedoch nur im Reserveteam in der Nachwuchsliga Młoda Ekstraklasa und im polnischen Ligapokal eingesetzt. Am 23. Februar 2008 debütierte er gegen Dyskobolia Grodzisk im Alter von 16 Jahren und 213 Tagen in der Ekstraklasa und ist damit nach Maciej Korzym der zweitjüngste Debütant bei Legia Warschau. Am 19. April 2008 erzielte er sein erstes Tor in der Ekstraklasa und ist damit nach Włodzimierz Lubański der zweitjüngste Torschütze der Liga. Mit Legia Warschau wurde er 2008 und 2011 polnischer Pokalsieger und war bis zur Winterpause 2011/12 ein fester Bestandteil der ersten Mannschaft. Am 31. Januar 2012 wechselte er zum deutschen Bundesligisten 1. FC Kaiserslautern und unterschrieb einen bis Juni 2016 laufenden Vertrag. Am 5. Februar 2012 kam er zu seinem ersten Bundesligaeinsatz beim Heimspiel gegen den 1. FC Köln in der Startaufstellung. Das Spiel endete für ihn bereits nach 40 Minuten, als er mit einer gelb-roten Karte des Feldes verwiesen wurde. Nachdem er in der Saison 2013/14 unter Trainer Kosta Runjaic so gut wie keine Rolle mehr gespielt hatte, wechselte er bis Sommer auf Leihbasis zu Wolga Nischni Nowgorod in die russische Premjer-Liga. Nach Beendigung des Leihgeschäftes kehrte er 2014 in die polnische Ekstraklasa zu Lechia Gdańsk zurück. In der Rückrunde der Saison 2015/16 spielte er erneut für Legia Warschau und gewann das Double aus Meisterschaft und Pokalsieg. Zur Saison 2016/17 wechselte er zu den Queens Park Rangers. Nachdem er bereits 2017 in die polnische Liga ausgeliehen war, war Borysiuk seit dem darauffolgenden für relativ kurzfristige Engagements für verschiedene Vereine tätig, in Polen wie auch für Sheriff Tiraspol, mit dem er die moldauische Meisterschaft errang. In seiner Zeit bei Lechia Gdańsk wurde er 2019 zum fünften Mal polnischer Pokalsieger. Jagiellonia Białystok war dann seine nächste Station und im August 2021 unterschrieb er bei Chennaiyin FC in der Indian Super League. Dort erzielte Borysiuk einen Treffer in 14 Ligaspielen und ging dann im Sommer 2022 weiter nach Albanien zum Erstligisten KF Laçi.

## Nationalmannschaft
Von 2007 bis 2012 stand der Mittelfeldspieler insgesamt 27 Mal für diverse polnische Jugendauswahlen auf dem Platz und erzielte dabei zwei Treffer. Am 17. November 2010 gab Borysiuk auch sein Debüt in der polnischen A-Nationalmannschaft gegen die Elfenbeinküste (3:1), als er kurz vor Schluss für Robert Lewandowski eingewechselt wurde. Insgesamt absolvierte er in den folgenden sechs Jahren zwölf Länderspiele.

## Erfolge
- Polnischer Pokalsieger: 2008, 2011, 2012, 2016, 2019
- Polnischer Fußball-Supercup: 2009
- Polnischer Meister: 2016
- Moldauischer Meister: 2019